# Estádio Municipal de Butarque
O Estádio Municipal de Butarque é um estádio multiuso da Espanha, localizado na cidade de Leganés, na Comunidade de Madrid, e utilizado pelo clube homônimo para mando de seus jogos.
O nome faz referência a um arroio (Arroio Butarque) e também a Nossa Senhora de Butarque, padroeira da cidade.

## Construção
Construído entre 1997 e 1998, foi inaugurado em 14 de fevereiro deste último ano com uma partida entre Leganés e Xerez, válida pela segunda divisão espanhola. Coube a Fernando Román, dos Azulinos, fazer o primeiro gol da história da nova praça de esportes, que substituiu o Estádio Luis Rodríguez de Miguel, usado pelo clube durante 32 anos. A obra custou 700 milhões de pesetas (moeda espanhola na época).
A capacidade original era de 8.138 lugares, e após a subida do Leganés para a edição 2016–17 de La Liga, foi ampliada para 10.954 (divididos em 4 setores). Em abril de 2016, Santiago Llorente, prefeito da cidade, sugeriu uma expansão do Butarque para 12 mil vagas e melhorias no acesso ao estádio. Desde 2018, possui capacidade para receber 12.454 torcedores.
Além de jogos, recebe também shows e festivais musicais.